# Juan Carlos Dasque
Juan Carlos Dasque (12 de outubro de 1952) é um atirador argentino e medalhista pan-americano no Rio 2007.